# 5956 d'Alembert
5956 d'Alembert (1988 CF5) là một tiểu hành tinh vành đai chính được phát hiện ngày 13 tháng 2 năm 1988 bởi Elst, E. W. ở La Silla.